# Tsuji-giri
Tsuji-giri (jap. 辻斬り) – japoński termin oznaczający morderstwo na ulicy lub średniowieczną praktykę testowania (przeważnie nocą) efektywności nowego miecza, bądź przećwiczenia techniki, przez samuraja na ludziach, przeważnie przypadkowych i bezbronnych przechodniach. Słowo może się odnosić także do samego samuraja, który to czynił. 